# Matías Tagliamonte
Matías Nicolás Tagliamonte (Rafaela, Provincia de Santa Fe, Argentina; 19 de febrero de 1998) es un futbolista argentino. Juega como arquero y su primer equipo fue Atlético Rafaela. Actualmente se encuentra en Unión de Santa Fe de la Liga Profesional.

## Trayectoria

### Atlético Rafaela
Se inició en Atlético Rafaela. Debutó el 8 de octubre de 2019 ante Santamarina por la Primera B Nacional.

### Racing
En febrero de 2021 llega a préstamo con opción de compra a Racing Club. Su primer partido en "la academia" es en marzo de ese mismo año ante Sportivo Belgrano por la Copa Argentina (fútbol). A fines de 2021 Racing hace uso de la opción de compra de US$300.000 por el 50% del pase.
El 6 de noviembre de 2022 se consagra campeón y consigue el primer título de su carrera con Racing Club al ganar el Trofeo de Campeones 2022, meses más tarde ganaría el Trofeo de Campeones de la Liga Profesional en Abu Dhabi, ambos títulos los ganaría sin haber jugado.
El 3 de agosto de 2023 juega su primer partido en la Copa Libertadores 2023 ante Atlético Nacional, donde el equipo de Colombia ganaría 4-2.

### Tigre y Gimnasia de Mendoza
De cara a la temporada 2024, el 15 de enero de ese año fue cedido al Club Atlético Tigre. A mediados de ese mismo año, rescindió con el Matador y pasó a préstamo por seis meses a Gimnasia y Esgrima de Mendoza.

## Clubes
- Actualizado al 15 de agosto de 2025

| Club                       | Div.                | Temporada           | Liga  | Liga  | Copa nacional | Copa nacional | Copa internacional | Copa internacional | Total | Total |
| Club                       | Div.                | Temporada           | Part. | Goles | Part.         | Goles         | Part.              | Goles              | Part. | Goles |
| -------------------------- | ------------------- | ------------------- | ----- | ----- | ------------- | ------------- | ------------------ | ------------------ | ----- | ----- |
| Atlético Rafaela Argentina | 1.ª                 | 2016/17             | 0     | 0     | 0             | 0             | -                  | -                  | 0     | 0     |
| Atlético Rafaela Argentina | 2.ª                 | 2017/18             | 0     | 0     | -             | -             | -                  | -                  | 0     | 0     |
| Atlético Rafaela Argentina | 2.ª                 | 2018/19             | 0     | 0     | 0             | 0             | -                  | -                  | 0     | 0     |
| Atlético Rafaela Argentina | 2.ª                 | 2019/20             | 3     | -6    | -             | -             | -                  | -                  | 3     | -6    |
| Atlético Rafaela Argentina | 2.ª                 | 2020                | 0     | 0     | -             | -             | -                  | -                  | 0     | 0     |
| Atlético Rafaela Argentina | Total               | Total               | 3     | -6    | 0             | 0             | -                  | -                  | 3     | -6    |
| Racing Argentina           | 1.ª                 | 2021                | 0     | 0     | 2             | -1            | 0                  | 0                  | 2     | -1    |
| Racing Argentina           | 1.ª                 | 2022                | 1     | -1    | 1             | -1            | 2                  | -1                 | 4     | -3    |
| Racing Argentina           | 1.ª                 | 2023                | 4     | -5    | 3             | -7            | 1                  | -4                 | 8     | -16   |
| Racing Argentina           | Total               | Total               | 5     | -6    | 6             | -9            | 3                  | -5                 | 14    | -20   |
| Tigre Argentina            | 1.ª                 | 2024                | 0     | 0     | 14            | -25           | -                  | -                  | 14    | -25   |
| Tigre Argentina            | Total               | Total               | 0     | 0     | 14            | -25           | -                  | -                  | 14    | -25   |
| Gimnasia (M) Argentina     | 2.ª                 | 2024                | 23    | -14   | -             | -             | -                  | -                  | 23    | -14   |
| Gimnasia (M) Argentina     | Total               | Total               | 23    | -14   | -             | -             | -                  | -                  | 23    | -14   |
| Unión Argentina            | 1.ª                 | 2025                | 7     | -3    | 1             | 0             | 1                  | 0                  | 9     | -3    |
| Unión Argentina            | Total               | Total               | 7     | -3    | 1             | 0             | 1                  | 0                  | 9     | -3    |
| Total en su carrera        | Total en su carrera | Total en su carrera | 38    | -29   | 21            | -34           | 4                  | -5                 | 63    | -68   |

## Palmarés

### Campeonatos nacionales
| Título                  | Club   | País      | Año  |
| ----------------------- | ------ | --------- | ---- |
| Trofeo de Campeones     | Racing | Argentina | 2022 |
| Supercopa Internacional | Racing | Argentina | 2022 |